# Otto Christian von Hirschfeld
Otto Christian von Hirschfeld (ur. 1909, zm. 1945) – niemiecki prawnik, Sturmbannführer SA, okupacyjny starosta powiatu inowrocławskiego. Główny wykonawca tzw. krwawej niedzieli w Inowrocławiu.

## Życiorys
Należał do NSDAP pełnił także funkcję Sturmbannführera SA.

### II wojna światowa
Po zajęciu Polski Hirschfeld stanął na czele okupacyjnej administracji Inowrocławia w randze komisarycznego landrata (starosty powiatu). W nocy z 22 na 23 października 1939 roku w inowrocławskim więzieniu z rozkazu Hirschfelda Niemcy zamordowali 56 zakładników, głównie przedstawicieli polskiej inteligencji. Hirschfeld brał aktywny udział w ustalaniu listy Polaków przeznaczonych na rozstrzelanie, jak również w samych egzekucjach.
Wraz z Hansem Ulrichem Jahnzem (właścicielem majątku w Palczynie) został postawiony przed niemieckim sądem. W wyniku procesu został skazany na 15 lat więzienia, a jego kompan uniewinniony od wszystkich zarzutów.
Otto Christian von Hirschfeld zmarł w niejasnych okolicznościach.